# Arruñada (Taramundi)
Arruñada (oficialmente y en asturiano: A Arruñada) es una aldea de la parroquia de Taramundi, concejo de Taramundi, en la comarca del Eo-Navia, Principado de Asturias, España.
Gran parte de la aldea fue adquirida por el inglés de Carlisle Neil Christie en 2005.